# Ditha palauensis
Ditha palauensis es una especie de arácnido del orden Pseudoscorpionida de la familia Tridenchthoniidae.
Se encuentra en Palaos.